# Ludovic Magnin
Pour les articles homonymes, voir Magnin.
Ludovic Magnin, né le 20 avril 1979 à Lausanne, est un footballeur international suisse devenu entraîneur. Il a commencé sa carrière à Yverdon et ensuite à Lugano et a ensuite longtemps évolué en Bundesliga de 2001 à 2009 avant de rejoindre Zurich en 2010. Il est principalement connu pour son dynamisme et son attitude de motivateur en équipe de Suisse avec laquelle, il a participé à quatre grands tournois, deux championnats d'Europe et deux Coupes du monde.

## Biographie
Ludovic Magnin naît le 20 avril 1979 à Lausanne, dans le canton de Vaud. Son père se prénomme Jean-Claude et tient une menuiserie à Échallens. Il est également l'entraîneur du FC Lausanne-Sport, club résidant en Super League, le premier échelon du football Suisse.

### Carrière en club
Ludovic Magnin évolue sur le côté gauche où il peut très bien jouer en tant qu'arrière gauche ou milieu gauche.
De 1987 à 1997, il joue en junior au FC Echallens avant d'aller au Lausanne-Sports, et enfin à Yverdon-Sport FC, entraîné par Lucien Favre, où il fait ses derniers échelons juniors. Il rejoint ainsi l'équipe première d'Yverdon évoluant en 2e division suisse, la Challenge League actuelle. À Yverdon, il devient un joueur régulier, disputant un total de 96 matchs et marquant deux buts. Lors de la saison 1998-1999, le club parvient à se hisser en 1re division suisse.
Grâce à ses solides performances, il suscite l'intérêt de l'ambitieux FC Lugano. En 2002, il signe au Werder Brême avec lequel il réalise le doublé Coupe-championnat en 2004. Il atteint également avec cette équipe les huitièmes de finale de la Ligue des champions en 2005. Ses performances attirent l'œil du VFB Stuttgart qu'il rejoint en 2005. En 2007, il remporte à nouveau la Bundesliga. Il est alors au sommet de son art, considéré comme l'un des meilleurs latéral d'Allemagne. Cependant, la concurrence avec l'Ivoirien Boka lui fait perdre sa place. Il est alors transféré au FC Zurich.
Le 27 août 2012, il annonce qu'il met un terme à sa carrière de joueur à cause de douleurs récurrentes au dos. Il entre alors dans le staff du FC Zurich, comme responsable des juniors.
Le bilan de la carrière de joueur de Ludovic Magnin en championnat s'élève à 150 matchs en première division suisse (quatre buts), et 148 matchs en première division allemande (six buts). Au sein des compétitions européennes, il dispute 15 matchs en Ligue des champions et 18 en Coupe de l'UEFA.

### Carrière en équipe nationale
Avec les espoirs suisses, il inscrit un but contre la Russie en octobre 2001. Ce match nul (3-3) rentre dans le cadre des éliminatoires de l'Euro espoirs. Il participe ensuite au championnat d'Europe espoirs en mai 2002. Lors de cette compétition organisée dans son pays natal, il joue trois matchs. La Suisse s'incline en demi-finale contre l'équipe de France.
Magnin est sélectionné à 62 reprises en équipe de Suisse entre 2000 et 2010, pour trois buts inscrits.
Sa première sélection avec la Suisse date du 16 août 2000, en amical contre la Grèce, où il joue la seconde mi-temps (score : 2-2). Le 13 février 2002, il inscrit son premier but en équipe nationale, en amical contre la Hongrie (victoire 1-2).
En 2004, il est retenu par le sélectionneur Köbi Kuhn afin de participer au championnat d'Europe organisé au Portugal. Lors de cette compétition, il ne joue qu'un seul match. Avec un bilan d'un nul et deux défaites, la Suisse est éliminée dès le premier tour.
Le 8 octobre 2005, lors des éliminatoires du mondial 2006, il inscrit son deuxième but, contre la France, permettant à la Suisse d'arracher le match nul (1-1). En 2006, il dispute la Coupe du monde qui se déroule en Allemagne. Lors de ce mondial, il joue trois matchs. La Suisse s'incline en huitièmes de finale face à l'Ukraine, après une match nul (0-0) et une séance de tirs au but.
À cinq reprises, au cours de l'année 2007, Magnin porte le brassard de capitaine de la Nati. Le 10 septembre 2007, il marque son troisième but, en amical contre le Japon (défaite 3-4).
En 2008, il participe pour la seconde fois au championnat d'Europe. Lors de cette compétition co-organisée par l'Autriche et la Suisse, il figure dans le 11 de départ comme titulaire et joue les trois matchs disputés par son équipe dans leur intégralité. Avec un bilan d'une victoire et deux défaites, la Suisse ne passe pas le premier tour.
En 2010, il participe à sa seconde Coupe du monde. Il doit toutefois se contenter du banc des remplaçants lors du mondial organisé en Afrique du Sud. Malgré un bilan honorable d'une victoire, un nul et une défaite, la Suisse est éliminée dès le premier tour. Après le mondial, il met un terme à sa carrière internationale.

### Carrière d'entraîneur
Magnin remporte le championnat suisse U-18 en tant qu'entraîneur juniors du FC Zurich en 2016. Au cours de l'été de la même année, il est également l'entraîneur adjoint intérimaire de l'équipe première du FCZ et, à ce titre, il participe à la victoire en finale de la Coupe de Suisse 2015/16. À l'été 2017, il devient entraîneur de l'équipe U-21 du club.
Le 20 février 2018, Magnin reprend le poste d'entraîneur principal du FC Zurich. Il célèbre son plus grand succès personnel en tant qu'entraîneur fin mai 2018 avec la dixième victoire en Coupe Suisse du FC Zurich, sa première coupe en tant qu'entraîneur. Au terme de la troisième journée de la saison 2020/21, le club se sépare de lui après un très mauvais départ, un seul point et une différence de buts de 3:8.
Début janvier 2022, il reprend le club du SC Rheindorf Altach, lanterne rouge de Bundesliga autrichienne, avec qui il a signé un contrat jusqu'en juin 2023. Le 20 mai, lors de la dernière journée, grâce à une victoire face au FC Tirol (2-1), le SCR Altach quitte enfin la dernière place du classement et sauve sa place en Bundesliga.
En mai 2022, il est nommé entraîneur du Lausanne-Sport. Le 27 mai 2023, grâce à un nul contre Aarau, le LS en terminant deuxième de Challenge League est promu en Super League.
Après avoir mené le Lausanne-Sport en coupe d'Europe grâce à une 5ème place au classement final de Super League, le 16 juin 2025 le vaudois est officiellement nommé au poste d'entraîneur du FC Bâle pour deux ans, il quitte ainsi le FC Lausanne-Sport, il succède ainsi à Fabio Celestini au sein du club champion suisse en titre.

## Palmarès

### Joueur
- Champion d'Allemagne en 2007 avec le VfB Stuttgart
- Champion d'Allemagne en 2004 avec le Werder Brême
- Vainqueur de la Coupe d'Allemagne en 2004 avec le Werder Brême

### Entraîneur
- Vainqueur du championnat Suisse U-18 2015-2016 avec le FC Zurich
- Vainqueur en tant qu'assistant de la Coupe de Suisse en 2016 avec le FC Zurich
- Vainqueur de la Coupe de Suisse en 2018 avec le FC Zurich